# Мястечко-Слёнске
Мясте́чко-Слёнске (пол. Miasteczko Śląskie) — город в Польше, входит в Силезское воеводство, Тарногурский повят. Имеет статус городской гмины. Занимает площадь 68,3 км². Население — 7585 человек (на 2004 год).

## Транспорт
Сейчас в городе активная сортировочная железнодорожная станция и пассажирский остановочный пункт Мястечко-Слёнске. Кроме того, для перевозки туристов используются узкоколейная железная дорога Мястечко-Слёнске — Бытом с остановочными пунктами Мястечко-Слёнске-Узкоколейная и Мястечко-Слёнске-Залев.